# Khas Uruzgan
Khas Uruzgan ou Khas Urozgan é um distrito da Província de Uruzgan, no Afeganistão.